# 卡莉·特尔福德
卡莉·特尔福德（英語：Carly Telford，1987年7月7日—），英国女子足球运动员。她曾代表英格兰参加2007年、2015年和2019年国际足联女子世界杯。她也曾参加2020年夏季奥林匹克运动会。